# Manuel de Medeiros
O capitão Manuel de Medeiros  (1539 ou 1540 – depois 1613) foi um explorador e colono português que participou na conquista espanhola do México. Foi um dos fundadores das cidades de Saltillo, Coahuila de Zaragoza e foi alcaide de Monterrei.

## Vida e obra.
Os pais de Manuel de Medeiros eram Fernão Rodrigues de Medeiros e Maria Manuela de Amona. Nasceu em 1539 na ilha de São Miguel, nos Açores. Foi para a Espanha durante a sua juventude e chegou à Nova Espanha (agora México ) em 1562. Fez parte da expedição de Luis Carvajal y de la Cueva durante a conquista do norte do México e foi um dos fundadores da cidade de Saltillo, Coahuila de Zaragoza, em 25 de julho de 1577. Casou-se com Magdalena Martínez..
A fazenda do capitão de Medeiros estava localizada ao sul da Vila de Saltillo, próximo das propriedades de Alberto do Canto, perto de Buenavista. Foi companheiro de Don Gaspar Castanho de Sousa em sua frustrada viagem ao Novo México.
Em 1583 foi concedido ao Capitão de Medeiros um território no qual estabeleceu a Fazenda de San Juan Bautista de la Pesquería Grande, que mais tarde se tornou o município de Garcia no estado mexicano de Nuevo León.
Também juntou-se a Carvajal na fundação da cidade de Almadén (agora Monclova ) em abril de 1588. Em 1593 voltou com sua família para Saltillo. Em 1599 mudou-se novamente para a cidade de Monterrei onde ocupou vários cargos: primeiro como regidor em 1599; depois em 1601 como alcaide; em 1602 como mordomo da igreja; 1603, regedor novamente; e em 1605 novamente como alcaide. Em 25 de julho de 1606, Medeiros associou-se a Diego de Huelva e José de Treviño para cultivar milho e trigo. No ano seguinte, compraram ao padre Cebrián de Acevedo Ovalle todas as suas minas em Nuevo León. Em 22 de abril de 1613, doou terras em Santa Catarina (Nuevo León) a sua afilhada Andrea Rodriguez.
Ainda era vivo em dezembro de 1613.
A Universidade Autónoma de Novo Leão tem um campus com o seu nome, e há uma Avenida Capitán Mederos na cidade de Monterrei.